# Amphipyra magna
Amphipyra magna är en fjärilsart som beskrevs av Walker 1865. Amphipyra magna ingår i släktet Amphipyra och familjen nattflyn. Inga underarter finns listade i Catalogue of Life.